# Les Franqueses del Vallès
Les Franqueses del Vallès är en kommun i Spanien.   Den ligger i provinsen Província de Barcelona och regionen Katalonien, i den östra delen av landet, 500 km öster om huvudstaden Madrid. Antalet invånare är 19 023. Arean är 29,7 kvadratkilometer. Les Franqueses del Vallès gränsar till Cànoves i Samalús, Cardedeu, La Roca del Vallès, Granollers, Canovelles, L'Ametlla del Vallès och La Garriga. 
Terrängen i Les Franqueses del Vallès är platt.